# Tomoki Takamine
Tomoki Takamine (japanisch 高嶺 朋樹 Takamine Tomoki; * 29. Dezember 1997 in Hokkaido) ist ein japanischer Fußballspieler.

## Karriere
Takamine erlernte das Fußballspielen in der Jugendmannschaft von Consadole Sapporo und der Universitätsmannschaft der Universität Tsukuba. Von April 2019 bis Saisonende wurde er an seinen Jugendverein ausgeliehen. Nach der Ausleihe wurde er von Consadone im Februar 2020 fest unter Vertrag genommen. Der Verein aus Sapporo spielte in der höchsten Liga des Landes, der J1 League. Für Consadone bestritt er in drei Jahren 94 Erstligaspiele. Im Januar 2023 wechselte er nach Kashiwa zum Ligakonkurrenten Kashiwa Reysol. Nach insgesamt 42 Ligaspielen zog es ihn im Sommer 2024 nach Europa. Hier unterschrieb er in Belgien einen Vertrag beim Erstligisten KV Kortrijk. Für den Verein aus Kortrijk bestritt er bis Jahresende 19 Erstligaspiele. Im Januar 2025 kehrte er nach Japan zurück. Hier unterschrieb er einen Vertrag beim Erstligaabsteiger Hokkaido Consadole Sapporo.